# Cristóbal León y Joaquín Cociña
Cristóbal León (Santiago de Chile, 22 de noviembre de 1980) y Joaquín Cociña (Concepción, 18 de marzo de 1980) son un dúo de directores chilenos especializados en el cine de animación y videoarte, más conocidos por su film en stop-motion La casa lobo (2018).

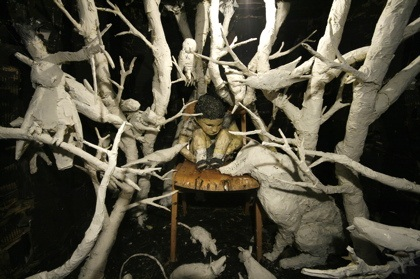
Der Kleinere Raum, 2009.

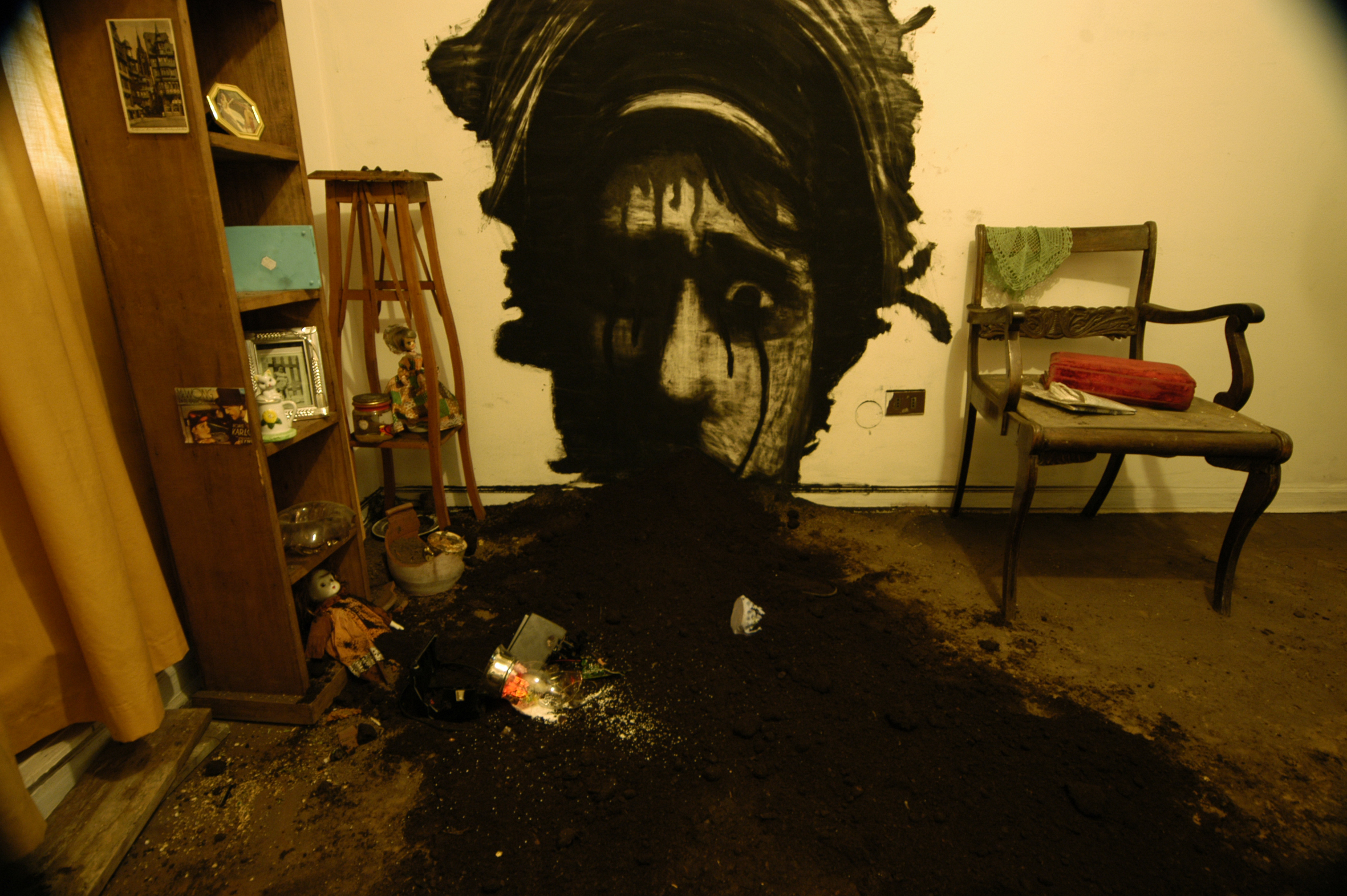
Lucía, 2007.

## Filmografía

### Cortometrajes
- Lucía (2007)
- Nocturno de Chile (2008)
- Luís (2008)
- Der Kleinere Raum (2009) - solo León, con Nina Wehrle
- Weathervane (2010) - solo Cociña
- Padre Madre (2011)
- El arca (2011)
- La bruja y el amante (2012)
- Los Andes (2013)
- Extrañas criaturas (2019) - solo León, con Cristina Sitja Rubio
- Los huesos (2021)
- Cuaderno de nombres (2023)

### Largometrajes
- La casa lobo (2018)

### Videos musicales
- Gato Negro - Tus Amigos Nuevos (2013)
- Te quise - Camila Moreno (2013)
- Pico - Diego Lorenizi (2014)
- Por el Bien de Todos - Los Varios Artistas (2014)
- Reggaeton Nº 2 en La menor - Acólitos Encubiertos (ft. Diego Lorenzini ) (2014)
- Libres y estupidos - Camila Moreno (2015)
- Sin mí - Camila Moreno (2015)
- Thin Thing - The Smile (2022)
- I Inside the Old I Dying - PJ Harvey (2023)

### Libros
- La casa lobo (2018)

## Reconocimientos
- 2018 - Festival de Cine de Berlín[3]
  - Premio Caligari por La casa lobo
- 2018 - Festival Internacional de Cine de Animación de Annecy[4]
  - Nominación a Cristal por el largometraje por La casa lobo
- 2020 - Premios de la Sociedad de Críticos de Cine de Boston[5]
  - Mejor película de animación por La casa lobo
- 2020 - Premios de la Asociación de Críticos de Cine de Chicago[6]
  - Nominación a mejor película de animación por La casa lobo
- 2020 - Premios de la Asociación de Críticos de Cine de St. Louis[7]
  - Nominación a mejor película de animación por La casa lobo
- 2021 - Festival Internacional de Cine de Venecia[8]
  - Premio Orizzonti al mejor cortometraje por Los huesos